# Мазур, Виктория Алексеевна
Виктория Алексеевна Мазур (укр. Вікторія Олексіївна Мазур; р. 15 октября 1994, Луганск) — украинская спортсменка, художественная гимнастка. Многократный призёр чемпионатов мира, Европы и Универсиады в Казани.

## Биография
Виктория родилась 15 октября 1994 года в Луганске. В шесть лет начала заниматься художественной гимнастикой, а с одиннадцати тренировалась в Киеве, в «Школе Дерюгиных». Родители: отец, Алексей Мазур работает водителем. Мать Светлана — сотрудница горгаза. Сначала мама отвела Викторию на танцы, потом в секцию спортивной гимнастики, а уже потом в секцию художественной гимнастики.

## Спортивная карьера

### 2007—2012
Соревноваться на международном уровне в индивидуальной программе Виктория начала с 2007 года. В 2008 году на чемпионате Европы она стала бронзовым призёром в командном многоборье среди юниоров (вместе с Анной Ризатдиновой и Татьяной Загородней). Мазур также квалифицировалась в один из финалов упражнений в отдельных видах (с мячом), в котором заняла четвёртое место. В том же году на клубном чемпионате мира AEON Cup Виктория с Анной Бессоновой и Натальей Годунко представляли «Школу Дерюгиных» и заняли второе место среди команд; в индивидуальном многоборье среди юниоров Мазур стала четвёртой.
С 2010 года Виктория дебютировала как сениорка. Первым крупным стартом для неё стал чемпионат мира 2011 года, на котором она вместе с Алиной Максименко, Анной Ризатдиновой и Викторией Шинкаренко завоевала «бронзу» в командном многоборье.
С 2012 года Виктория Мазур начала поочерёдно выступать и в индивидуальной программе, и в группе. На предолимпийском чемпионате Европы украинская группа (Евгения Гомон, Валерия Гудым, Елена Дмитраш, Виктория Ленишин, Виктория Мазур, Светлана Прокопова) стала десятой в многоборье и седьмой в финале упражнений с пятью мячами. На летней Олимпиаде в Лондоне группа в том же составе, пройдя квалификационный раунд с шестым результатом (54,150), в финале заняла итоговое пятое место (54,375). Сезон 2012 года Виктория завершила уже в качестве гимнастки-личницы на AEON Cup, заняв третье место вместе с Анной Ризатдиновой и Анастасией Мульминой в командном многоборье среди клубов.

### 2013 год
Первое полугодие сезона 2013 года Виктория продолжила в индивидуальной программе, выступив на ряде этапов Гран-При (в Москве, Холоне, Тье) и Кубка мира (в Бухаресте, Пезаро, Софии), дважды став призёром в многоборье турниров для сениорок («бронза» в Холоне и «серебро» в Пезаро). На чемпионате Европы в Вене Виктория вместе с Анной Ризатдиновой и Алиной Максименко завоевали командное «серебро». Мазур также прошла в финал упражнений с обручем, заняв седьмое место.
На летней Универсиаде в Казани Виктория выступала уже в трёх групповых дисциплинах с Евгенией Гомон, Александрой Гридасовой, Валерией Гудым, Еленой Дмитраш и Светланой Прокоповой; спортсменки завоевали серебряную и две бронзовые награды. «Серебро» они выиграли в групповом многоборье, набрав 32,599 балла, первое место завоевали россиянки с результатом 35,100. Ещё две бронзовые медали Виктория со своей командой завоевали в упражнениях с десятью булавами (16,533), а также с тремя мячами и двумя лентами (16,200).
На чемпионате мира в Киеве, проходившем с 28 августа по 1 сентября, Виктория выступала в групповых упражнениях вместе с Евгенией Гомон, Валерией Гудым, Еленой Дмитраш, Светланой Прокоповой и Викторией Шинкаренко. Украинки успешно преодолели квалификацию (5-е место), исполнив упражнение с десятью булавами и сумев попасть в число восьми команд, которые в финале разыгрывали медали чемпионата мира. Показанная в финале композиция принесла им 17,208 баллов и третье место. «Золото» выиграла сборная Испании (17,350), «серебро» — у итальянок (17,300). В упражнении с тремя мячами и двумя лентами украинская команда провалила выступление, показав 21-й результат среди 29 сборных. Вместе с пятым местом в квалификации (упражнение с 10 булавами) в итоге они заняли 15-е место.
Вновь представив «Школу Дерюгиных» на ежегодном AEON Cup в индивидуальной программе, Виктория с Анной Ризатдиновой и Элеонорой Романовой повторили прошлогоднее достижение, завоевав командную «бронзу».

### 2014 год
В 2014 году Виктория приняла участие в пяти этапах Кубка мира: в Дебрецене (9-е место в индивидуальном многоборье, «серебро» в финале упражнений с обручем), Штутгарте (23-е место в индивидуальном многоборье), Лиссабоне (9-е место в индивидуальном многоборье, 6-е место в финале упражнений с обручем, 4-е — с лентой), Корбей-Эсоне (29-е место в индивидуальном многоборье, 5-е место в финале упражнений с обручем) и Софии (15-е место в индивидуальном многоборье, 7-е место в финале упражнений с обручем), а также в одном этапе Гран-При в Холоне (6-е место в индивидуальном многоборье, «бронза» в финале упражнений с обручем).
На чемпионате Европы в Баку Виктория Мазур заняла четырнадцатое место в индивидуальном многоборье; на чемпионате мира в Измире завоевала бронзовую медаль командных состязаний (вместе с Анной Ризатдиновой и Элеонорой Романовой) и, пройдя квалификацию в финал индивидуального многоборья, заняла в итоге восемнадцатое место.

### 2015 год
Стартовав в начале сезона на международных турнирах L.A. Lights (4-е место в многоборье) и Miss Valentine (4-е место в многоборье, «серебро» в упражнении с булавами, «бронза» с лентой), Виктория Мазур позже приняла участие во втором этапе Гран-при в Тье (16-е место в многоборье, 5-е место в упражнении с булавами).
Затем на этапе Кубка мира в Лиссабоне заняла 22-е место в индивидуальном многоборье и 6-е место в финале упражнений с булавами. На этапе Кубка мира в Будапеште Виктория была десятой в индивидуальном многоборье.
В командном многоборье на чемпионате Европы в Минске украинская сборная (Мазур, Ризатдинова, Романова) выиграла бронзовые медали. На летней Универсиаде в Кванджу Виктория заняла 11-е место в индивидуальном многоборье, 8-е в упражнениях с мячом и 6-е место в упражнениях с лентой. На чемпионате Украины 2015 года Мазур была второй в индивидуальном многоборье, упражнениях с булавами, мячом и лентой, и седьмой в упражнениях с обручем.
В сентябре на чемпионате мира в Штутгарте Виктория Мазур вместе с Анной Ризатдиновой и Элеонорой Романовой завоевали бронзовые награды в командном многоборье. Элеонора Романова не смогла выступить в финале индивидуального многоборья вследствие травмы, и Виктория заменила её на этом этапе соревнований, хотя первоначально не квалифицировалась. В итоге она заняла 22-е место, и ей не удалось получить вторую для Украины индивидуальную олимпийскую лицензию (обладательницами лицензий на участие в Олимпиаде стали гимнастки, занявшие первые пятнадцать мест).
На AEON Cup в Японии Виктория Мазур с Анной Ризатдиновой и юниоркой Алёной Дьяченко выиграли командное «серебро»; в индивидуальном многоборье она стала девятой.
В ноябре 2015 года на соревнованиях в Витории (Бразилия) Мазур получила 5 серебряных наград (в индивидуальном многоборье и в упражнениях с мячом, булавами, обручем и лентой), уступив лишь Анне Ризатдиновой.

### 2016 год
В олимпийском сезоне 2016 года Виктория приняла участие в шести этапах Кубка мира: в Эспоо (14-е место в индивидуальном многоборье), Лиссабоне (11-е место в индивидуальном многоборье, 5-е место в финале упражнений с мячом), Пезаро (16-е место в индивидуальном многоборье), Софии (14-е место в индивидуальном многоборье, 8-е место в финале упражнений с булавами), Гвадалахаре (13-е место в индивидуальном многоборье) и Берлине (10-е место в индивидуальном многоборье); а также в трёх этапах серии Гран-при: в Тье (13-е место в индивидуальном многоборье), Брно (10-е место в индивидуальном многоборье, 7-е место в финале упражнений с булавами и 8-е — с лентой) и Эйлате (6-е место в индивидуальном многоборье, 8-е место в финале упражнений с обручем, 5-е — с булавами и 4-е — с лентой).
На чемпионате Европы в Холоне Виктория Мазур стала 16-й в индивидуальном многоборье, допустив ошибку в упражнении с обручем и набрав в сумме 68,091 балла (обруч — 15,950; мяч — 17,425; булавы — 17,250; лента — 17,466).
Командные выступления на клубном чемпионате мира AEON Cup ознаменовались для сборной Украины (Виктория Мазур, Анна Ризатдинова, Алёна Дьяченко) бронзовой медалью. В индивидуальном многоборье Мазур заняла 14-е место.
В начале мая 2016 года Виктория завоевала три золотые и одну серебряную медали на турнире Salut Cup-2016 в Канаде.

### 2017 год
Первым стартом в новом сезоне для Виктории стал международный турнир L.A. Lights, на котором она одержала победу в индивидуальном многоборье. Затем, на втором этапе серии Гран-при в Киеве она стала пятой в многоборье и выиграла «бронзу» в финале упражнений с обручем; в финалах с мячом — 7-е место, с булавами — 4-е место. На третьем этапе в Тье она заняла шестое место в многоборье и стала серебряным призёром в финале упражнений с мячом; в финалах с обручем — 5-е место, с булавами — 8-е место. На четвёртом этапе в Марбелье её результат в многоборье — 10-е место, в финалах 5-е место (с мячом) и 9-е место (с булавами). На пятом этапе в Холоне заняла 9-е место в многоборье и, пройдя в три финала, заняла 8-е место в упражнении с обручем, 7-е место — с мячом и 5-е место — с лентой.
Виктория также выступила на четырёх этапах Кубка мира: в Пезаро (12-е место в многоборье), Ташкенте (12-е место в многоборье, 8-е место в финале упражнений с лентой), Софии (11-е место в многоборье и 6-е место в финале упражнений с булавами) и Гвадалахаре (11-е место в многоборье, «бронза» в финале упражнений с булавами).
На чемпионате Европы в Будапеште команда Украины в обновлённом составе (Алёна Дьяченко, Виктория Мазур, Ева Мелещук и юниорская группа) заняла шестое место. Виктория квалифицировалась в два финала (упражнения с мячом и булавами) и в обоих стала седьмой. На чемпионате мира в Пезаро гимнастка не сумела пройти квалификацию в финалы упражнений в отдельных видах; в финале многоборья она заняла 17-е место.

## Государственные награды
- Орден княгини Ольги III ст. (25 июля 2013) — «за достижение высоких спортивных результатов на XXVII Всемирной летней Универсиаде в Казани, проявленные самоотверженность и волю к победе, подъём международного авторитета Украины»[49]